# Jablanica (district)
Jablanica (Servisch: Јабланички управни округ, Jablanički upravni okrug) is een administratief district in Centraal-Servië. De hoofdstad is Leskovac.

## Gemeenten
Jablanica bestaat uit de volgende gemeenten:
- Leskovac
- Bojnik
- Lebane
- Medveđa
- Vlasotince
- Crna Trava

## Bevolking
In 2017 telt het district Jablanica 203.254 inwoners, waarvan 101.639 mannen en 101.615 vrouwen.  Het inwonersaantal is sinds 1980 drastisch aan het dalen.
| Jablanica (district) | 231.280 | 244.128 | 254.855 | 260.982 | 262.531 | 255.011 | 240.923 | 216.203 | 203.254 |

De gemiddelde leeftijd van de bevolking is 43 jaar: 17% van de bevolking bestaat uit kinderen, terwijl 20% van de bevolking 65 jaar of ouder is. De levensverwachting is 75 jaar.

#### Etniciteit
De bevolking bestaat uit de volgende etnische groepen:
- Serviërs: 225.092
- Roma: 9.900
- Albanezen: 2.841